# Kadir Akbulut
Kadir Akbulut (ur. 8 maja 1960 w Çivril) – były turecki piłkarz, reprezentant Turcji, trener.
Całą swoją karierę jako piłkarz spędził w tureckim klubie Beşiktaş JK. Występował w kadrze narodowej seniorów, rozegrał w niej 4 mecze.
Był trenerem zespołu Silivrispor. 1 lipca 2011 został zatrudniony na stanowisku trenera w klubie Çatalcaspor, 6 maja 2014 umowa została przedłużona.

## Sukcesy
- Beşiktaş JK
  - Süper Lig: 1985–86, 1989–90, 1990–91, 1991–92
  - Puchar Turcji: 1993–94, 1988–89, 1989–90
  - Superpuchar Turcji: 1985–86, 1988–89, 1991–92, 1993–94
  - Başbakanlık Kupası: 1987–88
  - Türkiye Kupası: 1984, 1985, 1988, 1990, 1991, 1993